# Karin Peters (Literaturwissenschaftlerin)
Karin Peters-Bannon (* 1979 in Nördlingen als Karin Natalie Peters) ist eine deutsche Romanistin und Literaturwissenschaftlerin. Sie hat seit 2023 die Professur für Romanische Literatur- und Kulturwissenschaft mit Schwerpunkt in der Iberoromania an der Rheinischen Friedrich-Wilhelms-Universität Bonn inne und ist mit Beginn 2026 für die Dauer von drei Jahren zudem Joint Research Professor an der University of St Andrews, UK.

## Leben
Karin Peters ist die Enkeltochter des deutschen klassischen Philologen Wilhelm Ehlers. Sie studierte Komparatistik, Hispanistik und Interkulturelle Kommunikation (2000–2006) an der Ludwig-Maximilians-Universität München. Dort wurde sie anschließend 2010 bei Bernhard Teuber im Promotionsstudiengang „Literaturwissenschaft“ (heute: Graduate School of Language & Literature: Class of Literature) mit einer Arbeit zur Inszenierung von Autorschaft bei Paul Valéry, Georges Bataille und Adolfo Bioy Casares promoviert. Ab 2008 war sie zudem als wissenschaftliche Assistentin von Stephan Leopold am Romanischen Seminar der Johannes Gutenberg-Universität Mainz tätig. Im Rahmen eines Postdoc-Forschungsstipendiums (DAAD / MSH) verbrachte sie sechs Monate (2014/15) an der Pariser EHESS in Kooperation mit der Forschergruppe GRIHL – Groupe de Recherches Interdisciplinaires sur l'Histoire du Littéraire. Im Januar 2022 erhielt sie von der Johannes Gutenberg-Universität die Venia legendi (Habilitation) im Bereich „Romanische und Allgemeine Literaturwissenschaft“ mit einer Studie zur Bukolik der spanischen Frühen Neuzeit.
Zum Wintersemester 2023/24 folgte sie einem Ruf auf eine W3-Professur an die Rheinische Friedrich-Wilhelms-Universität Bonn, wo sie die Professur für „Romanische Literatur- und Kulturwissenschaft mit Schwerpunkt in der Iberoromania“ von Mechthild Albert übernahm. Ab Januar 2026 wird sie zudem im Rahmen eines fractional post (20 %) als Joint Research Professor an der University of St Andrews, UK, tätig sein.

## Forschung
Peters’ Forschungsschwerpunkte liegen in der romanistischen Literatur- und Kulturwissenschaft mit interdisziplinären Bezügen zur Kulturtheorie, Philosophie und Semiotik.
Themenbereiche ihrer Arbeit umfassen transnationale und praxeologische Perspektiven auf die Literaturgeschichte des Siglo de Oro, Affektpolitik und bukolisches Pathos in der frühneuzeitlichen spanischen Literatur, theatrale Inszenierung von männlichen Herrscherfiguren sowie Resonanzen des europäischen Sentimentalismus. Das Gesicht als kultureller und literarischer Schauplatz sowie die Darstellung von Autorschaft im 20. Jahrhundert bilden weitere Felder ihrer Arbeit.
Im Rahmen des Forschungsnetzwerks „Comic Literacies. Kulturtechniken des Komischen“ (KWI Essen) arbeitet sie zudem zu komischen Personae und Spektakelkultur, etwa bei Marivaux oder im zeitgenössischen Popdiskurs (z. B. bei Stromae). Schon seit der Promotionsschrift gehören die argentinische Literatur – insbesondere die Phantastik und der Gegenwartsroman – sowie theoretische Auseinandersetzungen mit Georges Bataille und Roland Barthes zu ihren Forschungsinteressen.
Mit Beginn der zweiten Förderphase zum 1. Januar 2026 ist Peters Principal Investigator im DFG-Exzellenzcluster „BCDSS – Bonn Center for Dependency and Slavery Studies“ und untersucht dort lateinamerikanische Importe des europäischen Sentimentalismus (Teilprojekt: „Textual Production and Material Circulation of the European Myth of the ‘Feeling Subject’ in Latin America“). Bereits seit 2024 ist sie Mitglied im Bonner Arbeitskreis „Émile Durkheim-Forschungsstelle Krisenanalysen“ mit dem Projekt „Demographische Krisen und das Ende des Bukolismus in Spanien“, in dem sie auf zeitgenössische Inszenierungen des leeren ländlichen Spaniens abhebt („España vacía“), sowie einer Bonner Forschungsinitiative zur „Occasio in der Frühen Neuzeit: Situationen – Praktiken – Medien“. Im Sommersemester 2025 veranstaltete sie darüber hinaus zum ersten Mal in Kooperation mit der Bonner Medien- und Filmwissenschaft (Dr. Lucas Curstädt) die Bonn Talks in Cultural Semiotics and Contemporary Media.

## Weitere Mitgliedschaften und wissenschaftliche Funktionen
Peters ist seit 2023 assoziiertes Mitglied im DFG-Graduiertenkolleg 2291 Gegenwart/Literatur. Geschichte, Theorie und Praxeologie eines Verhältnisses an der Universität Bonn. 2024 wurde sie am gleichen Standort Mitglied im TRA 5 – Present Pasts sowie im interdisziplinären Lateinamerikazentrum (ILZ). Sie ist zudem Mitglied im internationalen Netzwerk „Europäische Kulturen – Europäische Identität“, das Institutionen in Bonn, Florenz, Paris, Warschau, Freiburg, Toulouse, St Andrews, Salamanca, Sophia und Irvine (USA) verbindet, und im Centre Ernst Robert Curtius (CERC).
Peters ist regelmäßig als Gutachterin für verschiedene Förderinstitutionen tätig, darunter der DAAD, die Studienstiftung des deutschen Volkes, die Alexander von Humboldt-Stiftung und die Österreichische Akademie der Wissenschaften.

## Ausgewählte Schriften

### Monographien
- Con terrible y fiero desear. Bukolisches Pathos in Spanien (1492–1559). Brill/Fink, Paderborn 2022, ISBN 978-3-7705-6802-4.
- Der gespenstische Souverän. Opfer und Autorschaft im 20. Jahrhundert. Fink, München 2013, ISBN 978-3-7705-5457-7.

### Sammelbände
- mit Marc Laureys, Irina Tautschnig (Hrsg.): Occasio in der Frühen Neuzeit: Situationen – Praktiken – Medien. V&R, Bonn UP (Super alta perennis. Studien zur Wirkung der Klassischen Antike 27), Göttingen 2025.
- mit Julia Brühne, Lisa Zeller (Hrsg.): Distance and/or Close-up: Visuality, Community and Affect in Representations of History, Beiheft von PhiN - Philologie im Netz 13 (PDF), 2017.
- mit Nerea Aresti, Julia Brühne (Hrsg.): ¿La España invertebrada? Masculinidad y nación a comienzos del siglo XX, Comares, Granada 2016.
- mit Julia Brühne (Hrsg.): In (Ge)Schlechter Gesellschaft? Politische Konstruktionen von Männlichkeit in der Romania. Transcript (Mainzer Historische Kulturwissenschaften 27), Bielefeld 2016.
- mit Caroline Sauter (Hrsg.): Allegorien des Liebens. Liebe - Literatur - Lesen. Königshausen & Neumann, Würzburg 2015.
- mit Angela Oster (Hrsg.): Jenseits der Zeichen. Roland Barthes und die Widerspenstigkeit des Realen. Fink, München 2012.

### Aufsätze (Auswahl)
- "Der sentimentale Kniefall: Europäische Resonanzen der spanischen Bukolik und der Mythos des Gefühlssubjekts im 18. Jahrhundert", in: Kristin Eichhorn / Christian Schmitt (Hrsg.): Idylle und Geschlecht. Transformationen der Schäferdichtung im 18. Jahrhundert, Special Issue Das 18. Jahrhundert, 2025 (im Erscheinen).
- "Making Faces. Scenography and Comic Casuistry in Marivaux and Stromae", in: Annette Keck/Roxane Phillips (Hrsg.): Komische Fälle/Funny Cases, Special Issue figurationen 01/25 (2025), 27–44.
- "Europäische Schäferromane (Der spanische Hirtenroman zwischen Ideal und Desillusionierung / Aristokratisches Ethos im französischen Hirtenroman)", in: Jan Gerstner/Jakob C. Heller/Christian Schmitt (Hrsg.): Handbuch Idylle. Traditionen – Verfahren – Theorien. J.B. Metzler Verlag, Stuttgart 2022, 81–86.
- "Frühneuzeitliche Eklogendichtung der Romania", in: Jan Gerstner/Jakob C. Heller/Christian Schmitt (Hrsg.): Handbuch Idylle. Traditionen – Verfahren – Theorien. J.B. Metzler Verlag, Stuttgart 2022, 93–97.
- "Nymphe", in: Jan Gerstner/Jakob C. Heller/Christian Schmitt (Hrsg.): Handbuch Idylle. Traditionen – Verfahren – Theorien. J.B. Metzler Verlag, Stuttgart 2022, 509–511.
- "Caillois, lecteur de Balzac: Zum Mythos männlicher Energie", in: Teresa Hiergeist/Benjamin Loy (Hrsg.): Bürgerschrecken! Antibürgerliche Ästhetiken und Diskurse in der Romania (1870-1939). J.B. Metzler Verlag, Stuttgart 2022, 321–331.
- "Neue Ritter von der traurigen Gestalt: Caballeros insomnes (2013) vs. The Expanse (2015-2022)", in: Gregor Schuhen/Marie Schröer/Lars Henk (Hrsg.): Prekäre Männlichkeiten. Klassenkämpfe, soziale Ungleichheit und Abstiegsnarrative. Transcript, Bielefeld 2022, 337–358.
- "El feo monstruo de la ley: Justicia imposible y masculinidad trágica en El castigo sin venganza", in: Claudia Jacobi/Guillermo Gómez Sánchez Ferrer (Hrsg.): "Que todo lo feo es malo / y bueno todo lo Hermoso". Aproximaciones a la estética de lo feo en Lope de Vega. LIT (= Literatur: Forschung und Wissenschaft 40), Berlin u. a. 2020, 151–171.
- "Im Teufelskreis des Affekts: (An-)ökonomische Zirkulationsstrukturen in Paul et Virginie und seinen Bearbeitungen für die Oper", in: Gesine Hindemith/Dagmar Stöferle (Hrsg.): Der Affekt der Ökonomie. Eine andere Poetik der Moderne von Rousseau bis Rancière. De Gruyter (Mimesis. Romanische Literaturen der Welt), Berlin / München / Boston 2018, 191–224.
- "De la Arcadia a Castilla: Juan de la Encina y la transformación "patemática" de la égloga", in: Irene M. Weiss/Arturo Álvarez Hernández (Hrsg.): Bukolik und Liebeselegie zwischen Antike und Barock / Bucólica y elegia erótica entre la Antigüedad y el Barroco. Königshausen & Neumann, Würzburg 2017, 203–229.
- "Sichtbarkeit und Gesicht der Geschichte: Affektische Visualisierungsstrategien bei Victor Hugo", in: Christof Landmesser/Ruben Zimmermann (Hrsg.): Text und Geschichte. Evangelischen Verlagsanstalt, Leipzig 2017, 336–356.
- "Der ‚theatrale Grund‘ der Autorität. Rechtsgewalt und phobische Männlichkeit bei Lope de Vega", in: Gregor Schuhen/Uta Fenske (Hg.): Geschichte(n) von Macht und Ohnmacht. Männlichkeit und Gewalt. Transcript, Bielefeld 2016, 99–130.
- "Das Ende der Utopie. Homosoziales Framing und Klassenkonflikt in Alfonso Cuarón’s Y tu mamá tambien (2001)", in: K.P./Julia Brühne (Hrsg.): In (Ge)Schlechter Gesellschaft? Politische Konstruktionen von Männlichkeit in der Romania. Transcript (Mainzer Historische Kulturwissenschaften 27), Bielefeld 2016, 243–265.
- "Bukolische Divergenz und Spaniens weibliche Schattensouveräne. Zum Problem des Sujets in Jorge de Montemayors Los siete libros de la Diana (1559)", in: Irene M. Weiss/Helmut Seng (Hrsg.): Bukoliasmos. Antike Hirtendichtung und neuzeitliche Transformationen. Königshausen & Neumann, Würzburg 2016, 85–113.
- "Der Lukrezia-Effekt. Homosoziale Gesellschaft und politische Mythologie in Lope de Vegas Fuente Ovejuna", in: PhiN - Philologie im Netz 67 (2014), 69–94.
- "Bataille und der gespenstische Souverän. Der 'Tod des Autors' revisited", in: Matthias Schaffrick/Markus Willand (Hrsg.): Theorien und Praktiken der Autorschaft. De Gruyter, Berlin 2014, 235–261.
- "Kastilische Literatur des 19. Jahrhunderts": in: Joachim Born/Robert Folger u. a. (Hrsg.): Handbuch Spanisch. Sprache, Literatur, Kultur, Geschichte in Spanien und Hispanoamerika. Für Studium, Lehre, Praxis. Erich-Schmidt-Verlag, Berlin 2011, 824–831.